# Агата Корнхаусер-Дуда
Агата Корнхаусер-Дуда (рус. Agata Kornhauser-Duda; Краков, 2. април 1972) је тренутна прва дама Пољске и жена председника Пољске, Анджеја Дуде.

## Биографија
Агата је рођена 2. априла 1972. године у Кракову. Њени родитељ су Џулијан Корнхаусер, познати писац, преводилац и књижевни критичар и Алиција Војна, полонисткиња. Агата има брата Јакуба, који је такође песник и преводилац.
За Анджеја Дуду удала се 21. децембра 1994. године. Имају ћерку Кингу, рођену 1995. године.

## Професионална каријера
Агата је професорка немачког језика у средњој школи Јан III Собјески у Кракову, где ради од 1998. године. Описана је као захтевна, поштена и посвећана професорка.
Студирала је на Јагелонском универзитету , где је и упознала свог супруга.

## Прва дама Пољске
Прва дама Пољске постала је 6. августа 2015. године, када је њен супруг изабран за председника. Анджеј Дуда је 24. маја 2015. године победио у другом кругу председничких избора, освојивши 51,55% процената гласова и победивши тада актуелног председника Броњислава Коморовског.
Током кампање подржала је њеног супруга појављивањем у емисијама. У погледу политичких ставова, Агату је њен брат описао као доста либералнију од њеног супруга и председника Пољске.

## Награде и признања
- Орден Леополда I од Белгије[11]
- Орден Заслуга – 2016, Норвешка[12]
- Орден финске беле руже, 2017, Финска
- Медаља Алберта Чмеловског, 2017, Пољска[13]